# Hana Financial Group
Pour les articles homonymes, voir HFG.
Hana Financial Group (HFG) est une banque de Corée du Sud.

## Histoire
Elle est créée en 2005. En février 2012, elle a racheté 51 % de Korea Exchange Bank pour plus de 4,1 milliards de $.